# Tubay
Tubay (Bayan ng Tubay) är en kommun i Filippinerna. Kommunen ligger på ön Mindanao, och tillhör provinsen Agusan del Norte. Folkmängden uppgår till 24 932 invånare år 2015.
Tubay är indelat i 13 barangayer.